# John Davies Evans
Pour les articles homonymes, voir Evans et John Evans.
John Davis Evans (né le 22 janvier 1925, mort le 4 juillet 2011) est un archéologue britannique, diplômé de l'Université de Cambridge, membre de la British Academy et spécialiste de la préhistoire de Malte.

## Biographie
En octobre 1952, John Davies Evans est appelé par l’université royale de Malte, sur la recommandation de J.B. Ward Perkins, directeur de la British School at Rome , et du professeur Stuart Piggott, professeur d'archéologie préhistorique à l'université d'Édimbourg, pour préparer le catalogue et l'index des découvertes archéologiques du musée national d’archéologie de La Valette et pour superviser l'étude des monuments préhistoriques. En 1954, il est le premier président de la Société archéologique de Malte et directeur du musée national d’archéologie jusqu’en 1958, date à laquelle il laisse son poste à son assistant David H. Trump.
Ses recherches permirent la mise au point d’une échelle chronologique basée sur l’identification des poteries maltaises et leurs comparaisons avec les poteries siciliennes.
Il est directeur de l’Institut d'archéologie de l'université de Londres de 1975 à 1989. Il y occupe la chaire d’archéologie européenne.
En 1992, il est consultant de l’Unesco, comme spécialiste mondial de la préhistoire de Malte, pour l’extension du classement des temples maltais au patrimoine mondial de l’humanité.

## Publications
- (en)  « The Prehistoric culture-sequence in the Maltese archipelago », Proceedings of the Prehistoric Society, no 19, 41-94, Institute of Archaeology, London (1953)
- (en)  « The Dolmens of Malta and the origins of the Tarxien cemetery culture », Proceedings of the Prehistoric Society, no 22, 85-101, Institute of Archaeology, London (1956)
- (en)  « Two Phases of Prehistoric Settlement in the Western Mediterranean », Bulletin of the University of London, Institute of Archaeology, London (1958)
- (en) Malta, General Editor Dr. Glyn Daniel, coll. Ancient Peoples and Places, vol.7, London (1959).
- (en) Malta, Thames & Hudson, London (1959)
- (en) The Prehistoric antiquities of the Maltes Islands, The Athlone Press, London (1971)  (ISBN 978-0485110937)
- (en) « Islands as laboratories for the study of cultural process » dans C. Renfrew, The Explanation of Culture Change: Models in Prehistory, Duckworth, London (1973)
- (en) Archaeology as Education and Profession, Institute of Archaeology, London (1975)
- (en) « Archaeological evidences for religious practices in the maltese islands during the neolitic and copper age », Kokalos, no 22/23 (1976/77)
- (en) « Island archaeology in the Mediterranean : problems and opportunities » dans World Archaeology, no 9 (1977) p. 12-26